# FLTK
Fast Light Tool Kit (FLTK, произнася се „фултик“) е мулти-платформена библиотека за създаване на графичен потребителски интерфейс (GUI), разработена от Бил Спитзак и други. Създадена за пресъздаване на 3D графики, има интерфейс към OpenGL, но също така е подходяща за общото GUI програмиране.
FLTK използва своите собствени системи за рисуване и реагиране към събития, въпреки че FLTK2 придобива експериментална поддръжка на графичната библиотека cairo), което позволява писането на програми, които изглеждат еднакво независимо от операционната система на която работят.
FLTK е свободен софтуер, лицензиран под LGPL с допълнителна клауза, позволяваща статично свързване от приложения с несъвместими лицензи. Тя включва FLUID (FLTK User Interface Designer), графичен GUI дизайнер, който възпроизвежда C++ код.
В контраст с библиотеки като Qt и wxWidgets, FLTK използва по-лек дизайн и има по-ограничен набор от елементи. Поради това, библиотеката е много лека (Една FLTK Hello World програма е около 100 KiB), и обикновено е статично свързана. В библиотеката също така се избягват сложни макроси, отделни предпроцесори, и липсва поддръжка за следните напреднали C++ функции: темплейти, изключения, RTTI и (единствено за FLTK 1.x) namespaces. В комбинация със скромните размери на библиотеката, това води до относително кратък период на обучение за нови потребители.
Тези предимства идват със съответните недостатъци. FLTK предлага по-малко елементи, отколкото повечето GUI библиотеки. Фактът, че FLTK използва само собствени елементи, може да пречи на програмата да се „слее“ със стила наложен от операционната система.

## Значение на името
FLTK първоначално е проектиран да бъде съвместим с библиотеката Forms, написана за SGI машини (Производна на тази библиотека все още се използва често под името XForms). В тази библиотека всички функции и структури започват с fl_. Това наименование продължило да се използва за всички нови функции и елементи в C++ библиотеката. Така представката FL е взета за име на библиотеката. След като кодът на FL започва да се разпространява като свободен, се установява, че е невъзможно библиотеката да се намира лесно от интернет търсачките, поради факта, че FL е също така съкращение и за Флорида. След много дебати и търсене за ново име за библиотеката, която по това време е използвана от няколко души, Бил Спитзак я кръщава FLTK, което е съкращение от Fast Light Tool Kit.

## Използване в езици за програмиране
FLTK е проектиран за, и написан на програмния език C++. Въпреки това FLTK може да се използва и с други езици, сред които са Perl, Python, Lua и Ruby.
Следващият пример за FLTK 1.x възпроизвежда прозорец с Okay бутон
```
#include
 
<FL/Fl.H>

#include
 
<FL/Fl_Window.H>

#include
 
<FL/Fl_Button.H>

int
 
main
(
int
 
argc
,
 
char
 
*
argv
[])
 
{

   
Fl_Window
*
 
w
 
=
 
new
 
Fl_Window
(
330
,
 
190
);

   
new
 
Fl_Button
(
110
,
 
130
,
 
100
,
 
35
,
 
"Okay"
);

   
w
->
end
();

   
w
->
show
(
argc
,
 
argv
);

   
return
 
Fl
::
run
();

}

```

## Списък със софтуер, използващ FLTK
1. TorApp.Info Online Security Printing Platform
2. Prodatum
3. ITK-SNAP
4. CinePaint е в процес на миграция от GTK+ към FLTK.
5. FLWM, е мениджър за прозорци използващ FLTK и библиотеката X
6. miwm е мениджър за прозорци, който също използва FLTK и библиотеката X
7. Nuke използва FLTK до версия 5, който впоследствие заменя с Qt (toolkit)
8. SmallBasic за Уиндоус
9. PosteRazor – Програма с отворен код за принтиране на постери работеща под Уиндоус, Мак ОС Х и Линукс
10. Avimator – Базов BVH редактор с отворен код. Работи под Уиндоус, Мак и Линукс
11. Dillo – Минималистичен уеб браузър. Dillo-2 е бил базиран на FLTK-2, но изоставянето на тази версия без официален релийз, е бил главен фактор в започването на Dillo-3, който използва FLTK1.3.
12. Gmsh – генератор на Крайни Елементи с отворен код
13. EDE – (Съкращение за Equinox Desktop Environment) e лека десктоп среда с отворен код.
14. Open Movie Editor Базов видео редактор насочен предимно към аматьори във филмовото редактиране поради по-малкият набор от функции сравнено с професионалните редактори. Отворен код.
15. Agenda VR3
16. ForcePAD
17. FlBurn Линукс софтуер за изпичане на оптични дискове
18. DiSTI's GL Studio Архив на оригинала от 2012-08-15 в Wayback Machine.
19. [Amnesia: The Dark Descent] е игра на [Frictional Games], която използва FLTK за своята лаунчер апликация
20. FIdigi, е софтуер за амарьорско радио, който позволява размяна на информация и обмяна на текстови съобщения чрез PSK32.
21. Giada – Your Hardcore Loopmachine Архив на оригинала от 2011-09-25 в Wayback Machine. – Отворен код.
22. OpenVSP – Софтуер за чертаене на въздушни превозни средства. От скоро е отворен код.

## Версии

### 1.0.x
Това е предишна стабилна версия, която вече не се поддържа

### 1.1.x
Тази версия е стабилна и се поддържа

### Клон 2.0
За този клон дълго се е смятало, че ще бъде следващата стъпка в еволюцията на FLTK, с много новости и по-чист стил на програмиране, но така и не достига стабилност и работата по него е почти спряна

### 1.2.x
Това е бил опит да се вземат някои от най-добрите черти на 2.0 и да бъдат сляни с по-популярния клон 1.1. Работата по този клон е спряна.

### 1.3.x
Това е клонът, по който се работи най-активно. Проектът не е толкова амбициозен колкото 2.0 е бил преди време.

### Клон 3.0
Този клон е модел за бъдеща разработка